# Ahzee
Ishmael Azeez (geboren in New York), beter bekend als Ahzee of Kevin Ahzee, is een dj die onder contract staat bij BIP Records, House Garden Records en Ultra Music. Ahzee werd in België, Nederland en Frankrijk bekend door zijn singles Drums (samen de Belgische dj diMaro) en Born Again.

## Discografie

### Singles
| Single met hitnotering(en) in de Vlaamse Ultratop 50 | Datum van verschijnen | Datum van binnenkomst | Hoogste positie | Aantal weken | Opmerkingen |
| ---------------------------------------------------- | --------------------- | --------------------- | --------------- | ------------ | ----------- |
| Born Again                                           | 2013                  | 03-08-2013            | 7               | 22           |             |
| Drums                                                | 2013                  | 12-10-2013            | 11              | 14           | met diMaro  |
| King                                                 | 2014                  | 05-02-2014            | 42              | 1*           |             |